# Александров, Михаил Николаевич (колхозник)
Михаил Николаевич Александров (1902—1984) — председатель колхоза имени Сталина, кавалер ордена Ленина.

## Биография
Родился 1902 году в городе Усолье Иркутской области (ныне Усолье-Сибирское) в семье сельского учителя. Из дворянского сословия. Образование среднее, по специальности агроном.
Трудовую деятельность начал в 1924 году инструктором губернского земельного управления. В 1925—1927 годах по призыву служил в Красной армии. С 1927 года назначен в государственную хлебную инспекцию, затем приступил к работе техником по раскорчёвке леса. После этого работал в конторе «Союзмясо» с 1930 по 1941 гг. заведующим сортоучастком в Баяндаевском и Нижнеудинском районах. Участник Великой Отечественной войны. После демобилизации в 1946—1953 годах вновь работает на Нижнеудинском госсортучастке.
С 1953 года работал председателем колхоза имени Сталина Нижнеудинского района.
Избирался Депутатом Верховного Совета СССР.
Избирался Депутатом Верховного Совета РСФСР.

### Трудовой подвиг
За выдающиеся успехи в механизации колхоза имени Сталина и перевыполнение норм по производству молока Александров Михаил Николаевич был награждён орденом Ленина.

## Награды
- Орден Ленина
- Орден Трудового Красного Знамени